# سوكيات أصلية
السوكيات الأصلية (الاسم العلمي: Eosuchia) هي رتبة منقرضة من الزواحف ثنائيات الأقواس. اعتمادا على الأصناف التي تم تضمينها قد يكون ترتيب قد تراوحت من أواخر العصر الفحمي إلى الإيوسين ولكن الإجماع هو أن وجود السوكيات الأصلية اقتصر على البرمي و الثلاثي.

## التصنيف
Eosuchia s.s. (Syn:يونغينيات الشكل)
?Noteosuchus
?Acerosodontosaurus
Family: Galesphyridae
Galesphyrus
Family: يونغينات
Heleosuchus
يونغينة
Family: تنغاصورات
هوفاصور
تنغاصور
Thadeosaurus
زاحفة كينيا